# Stegana subconvergens
Stegana subconvergens är en tvåvingeart som beskrevs av Toyohi Okada 1988. Stegana subconvergens ingår i släktet Stegana och familjen daggflugor.
Artens utbredningsområde är Sri Lanka. Inga underarter finns listade i Catalogue of Life.